# Do Ben
Do Ben é um single da cantora brasileira Fernanda Abreu feita em parceria com a banda Grooveria, em uma canção que mistura funk e samba em alusão ao músico Jorge Ben Jor, lançado em 20 de março de 2020.

## Produção e lançamento
O single, foi lançado no dia 20 de março de 2020, em um projeto de Fernanda Abreu com o músico Pedro Luís e banda de funk Grooveria. A canção homenageia o músico Jorge Ben Jor. Para a gravação da faixa participaram os músicos Leo Jaime e Tuto Ferraz.
Devido a Pandemia de COVID-19 no Brasil, o lançamento da canção veio a ser feita por meia de uma livestream na conta oficial de Fernanda no YouTube.

## Capa
A capa do single também foi feita em alusão a Jorge Ben Jor, ao fazer uma recriação da clássica foto de Jorge na capa do vinil de Jorge Ben lançado no ano de 1969. Fernanda refez a capa, colocando o violão em sua frente, retirando o símbolo Flamengo - já que Fernanda é torcedora do Vasco da Gama - mas mantendo todas as simbologias do Brasil e adicionando novos itens contemporâneos.

## Músicos
Participaram da faixa os músicos:
- Fernanda Abreu - Vocal
- Tuto Ferraz - Direção
- Leo Jaime - Coro
- Pedro Luís - Coro